# Adélaïde Labille-Guiard
Adélaïde Labille-Guiard (París, 11 de abril de 1749-24 de abril de 1803) fue una pintora francesa, dedicada a temas de historia y retratos.

## Biografía
Adélaïde era hija de un mercero. Aprendió a pintar miniaturas con François-Elie Vincent y óleo con su hijo François-André. Sus primeras obras se expusieron en la Académie de Saint-Luc, y después de que cerrara en 1776, en el Salon de la Correspondance. Se casó con Louis-Nicolas Guiard en 1769, pero se separó de él en 1777. Posteriormente, se ganó la vida enseñando a pintar.

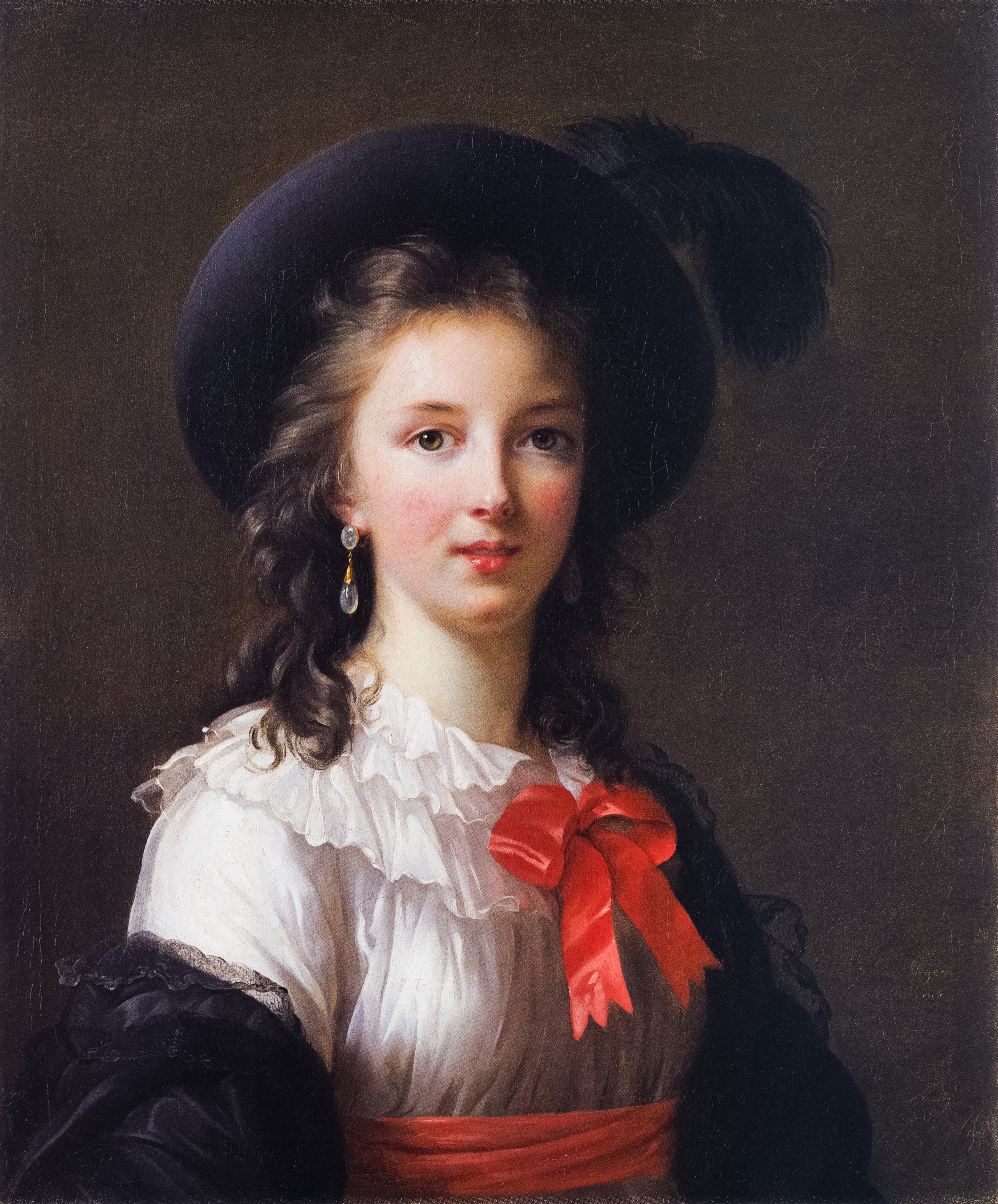
Autorretrato, de Elisabeth Vigée-Le Brun, 1782, Museo de Arte Kimbell, Fort Worth, Texas - una contemporánea de Labille-Guiard con quien a menudo se la compara

El 31 de mayo de 1783, Labille-Guiard fue aceptada como miembro de la francesa Real Academia de Pintura y Escultura. Otras tres mujeres, entre las que estaba Vigée-Le Brun, fueron admitidas como miembros ese mismo día, con cierta consternación por parte de algunos miembros masculinos. La aceptación de las mujeres juntas creó una comparación entre su obra más que con la obra de los miembros precedentes, aliviando así las preocupaciones de los miembros antiguos.

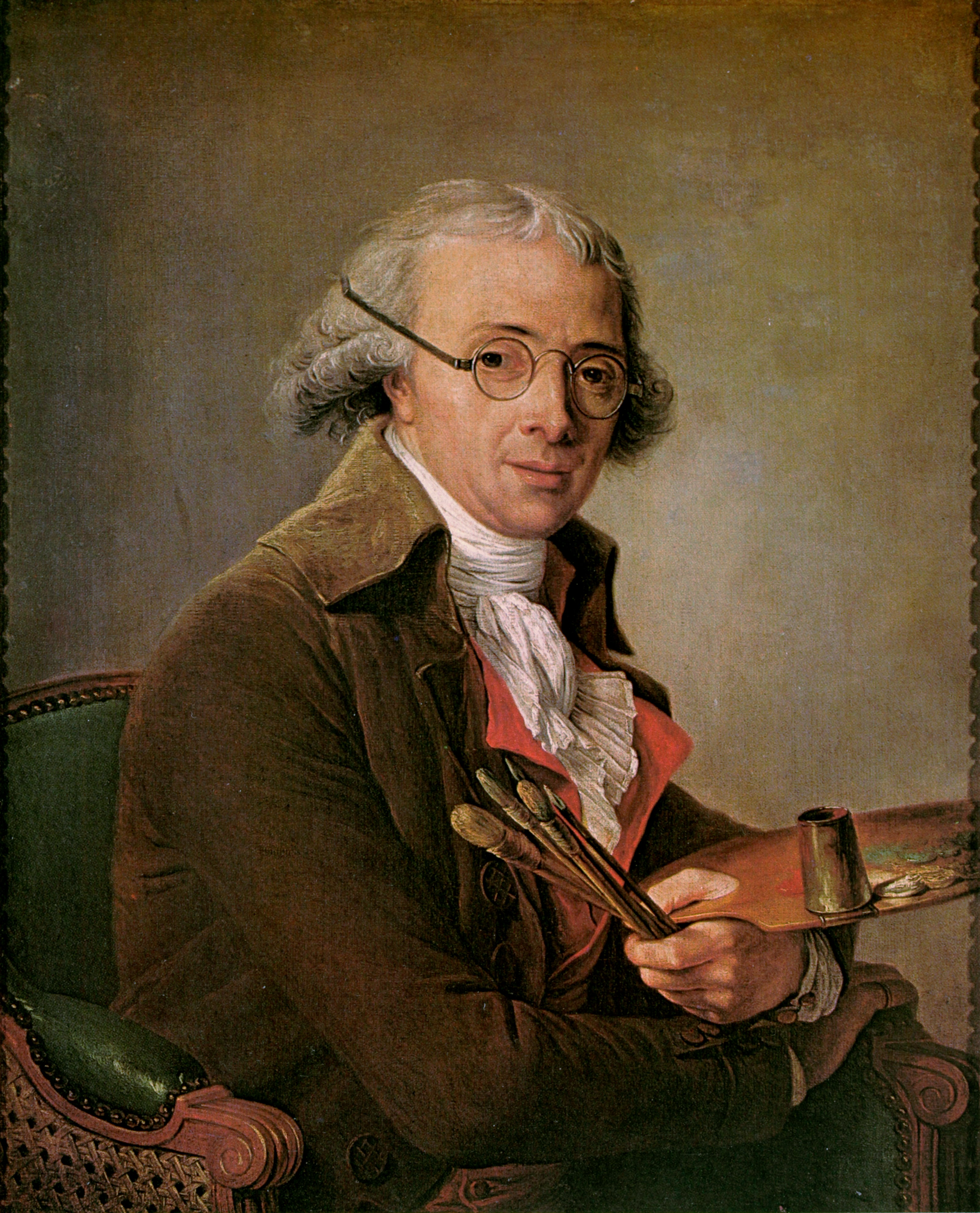
Retrato de François-André Vincent, pintado en 1795 por Labille-Guiard, Museo del Louvre. Se casaron en 1800

Las pinturas de Labille-Guiard y Vigée-Le Brun a menudo fueron comparadas por los críticos, siendo las opiniones más favorables, usualmente, a Vigée-Le Brun. La obra maestra temprana de Labille-Guiard, Autorretrato con dos alumnas, se expuso en el Salón de París en 1785, fue influida por el estilo de Vigée-Le Brun. La obra de Adélaïde Labille-Guiard se considera actualmente de igual valor.
El mecenazgo de la tía de Luis XVI de Francia, la princesa María Adelaida, le reportó a Labille-Guiard una pensión gubernamental de 1000 libras, y encargos para pintar a Adelaida, a su hermana Victoria-Luisa y a Isabel, la hermana del rey. El retrato de Adelaida, expuesto en 1787, fue la obra más grande y ambiciosa de Labille-Guiard hasta la fecha. En 1788 recibió un encargo del hermano del rey, el Conde de Provenza (más tarde, Luis XVIII de Francia), para pintarle en el centro de una gran obra de historia, Réception d'un chevalier de Saint-Lazare par Monsieur, Grand maître de l'ordre.
Estas conexiones reales hicieron de Labille-Guiard una persona políticamente sospechosa después de la Revolución francesa de 1789. En 1793 se le ordenó destruir algunas de sus obras realistas, incluyendo el encargo inacabado para el Conde de Provenza. 
Sin embargo, Adélaïde estaba lejos de ser conservadora. A principios de los años 1790 hizo campaña para que la Academia se abriera a la admisión general de las mujeres. En el Salón de 1791 expuso retratos de miembros de la Asamblea Nacional, incluyendo a Maximilien Robespierre y Armand, duque de Aiguillon.
En 1793 ella y su primer marido, del que se había separado en 1777, se divorciaron. En 1795 obtuvo acomodo como artista en el Louvre y una nueva pensión de 2000 libras. Continuó exponiendo retratos en el Salón hasta el año 1800. El 8 de junio de 1799 se casó con su maestro, François-André Vincent, y firmó algunos de sus cuadros como «Madame Vincent». Falleció el 24 de abril de 1803.
Entre otras colecciones públicas que exhiben obras de Adélaïde Labille-Guiard se encuentran: el Museo Getty, Museos de Arte de la Universidad de Harvard, la Academia de Artes de Honolulu, Museo de Arte Kimbell (Fort Worth, Texas), el Museo de Arte del Condado de Los Ángeles, el Louvre, el Museo Metropolitano de Arte, la Galería Nacional de Arte (Washington D. C.), el Museo Nacional de Varsovia, el Museo Nacional de Mujeres Artistas (Washington D. C.), el Museo de Arte Speed (Kentucky) y Versalles.

## Controversia
La rivalidad entre Adélaïde  y Élisabeth Vigée-Lebrun es frecuentemente evocada como un ejemplo emblemático de las tensiones que enfrentaron las mujeres artistas en un mundo dominado por hombres de aquella época. Sin embargo, esta rivalidad ha sido catalogada también como una construcción social, promovida por la prensa y el público de la época más que por animosidad real entre las dos mujeres.

## Galería

Obras de Adélaïde Labille-Guiard
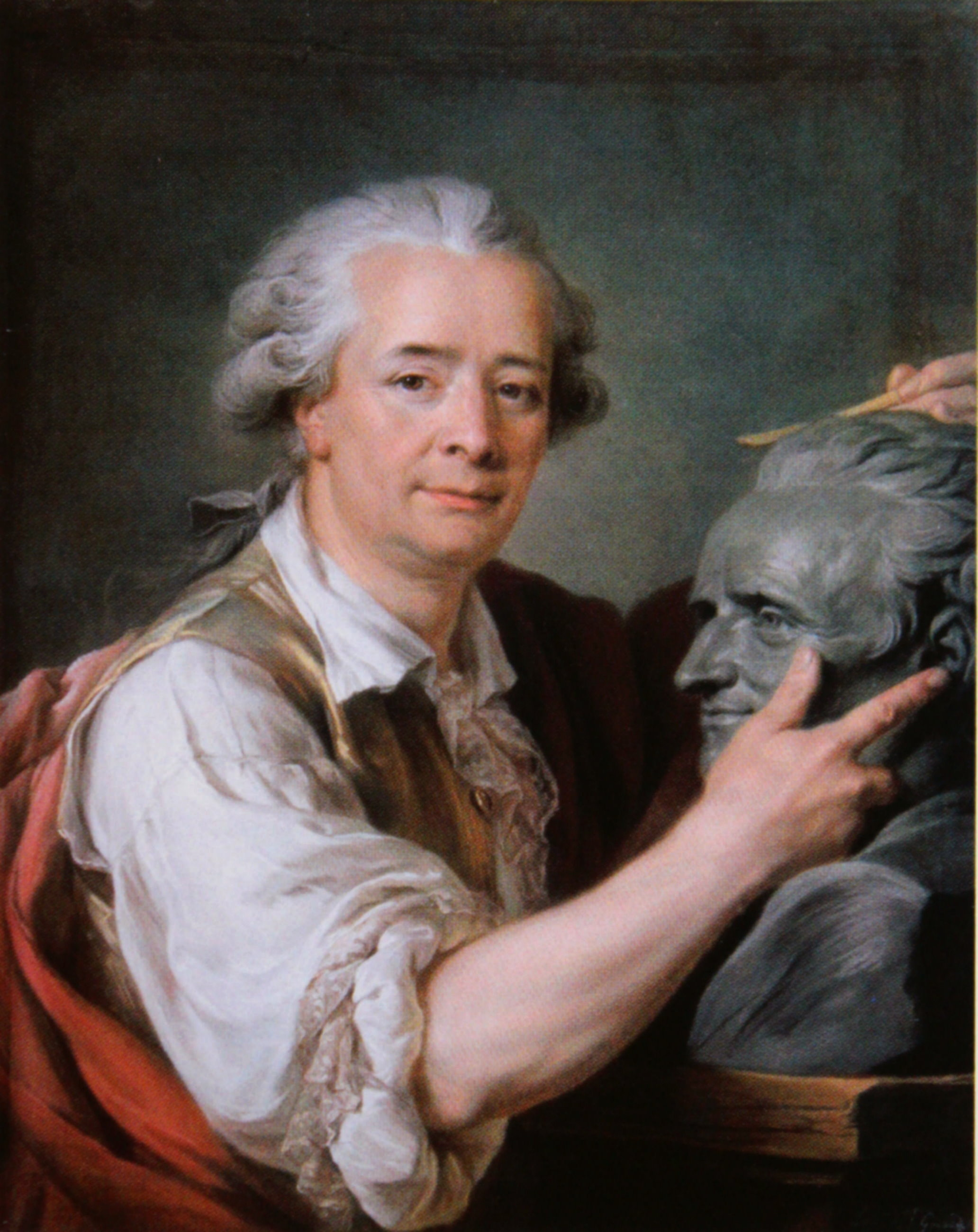
Augustin Pajou modelando el busto de su profesor Jean-Baptiste Lemoyne (1782), París, museo del Louvre
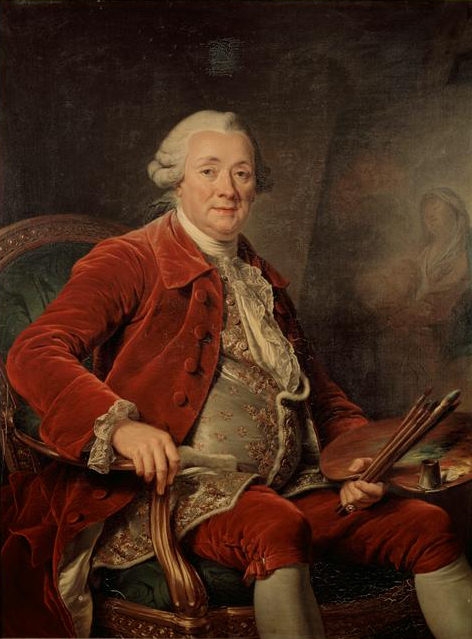
Retrato del pintor C.A. van Loo de 1785
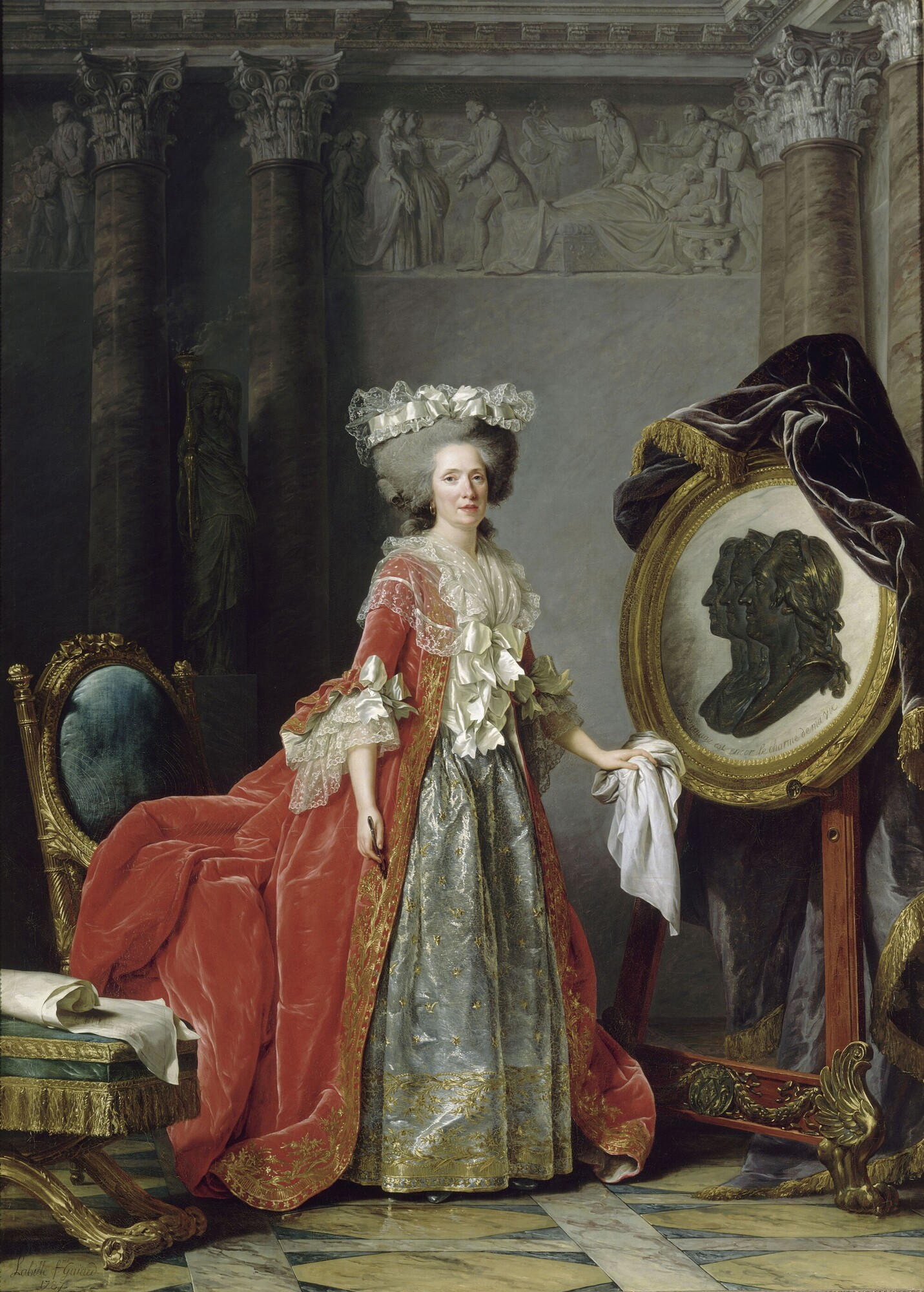
Retrato de Madame Adelaida, tía de Luis XVI, en 1787
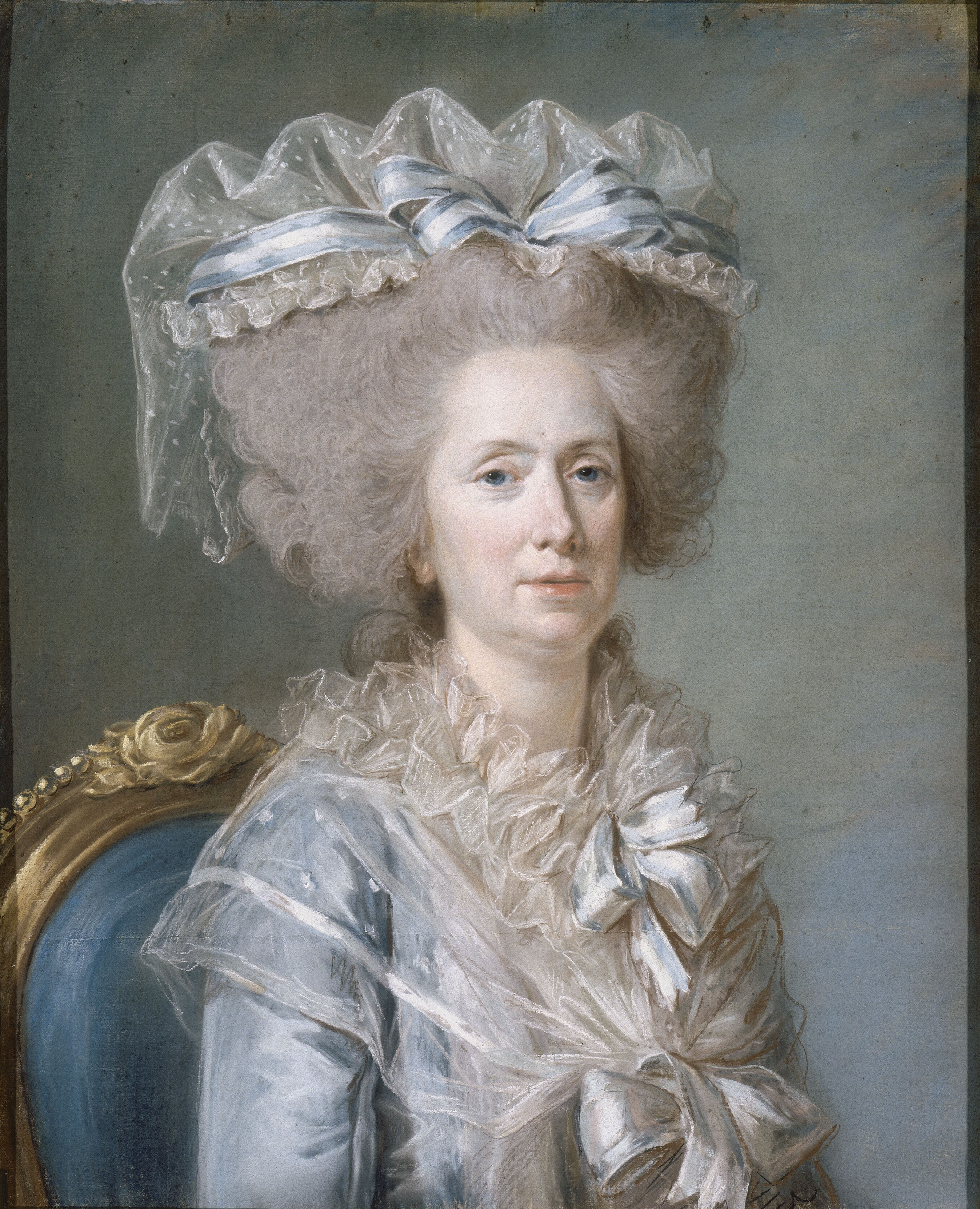
Otro retrato de Madame Adelaida de 1787
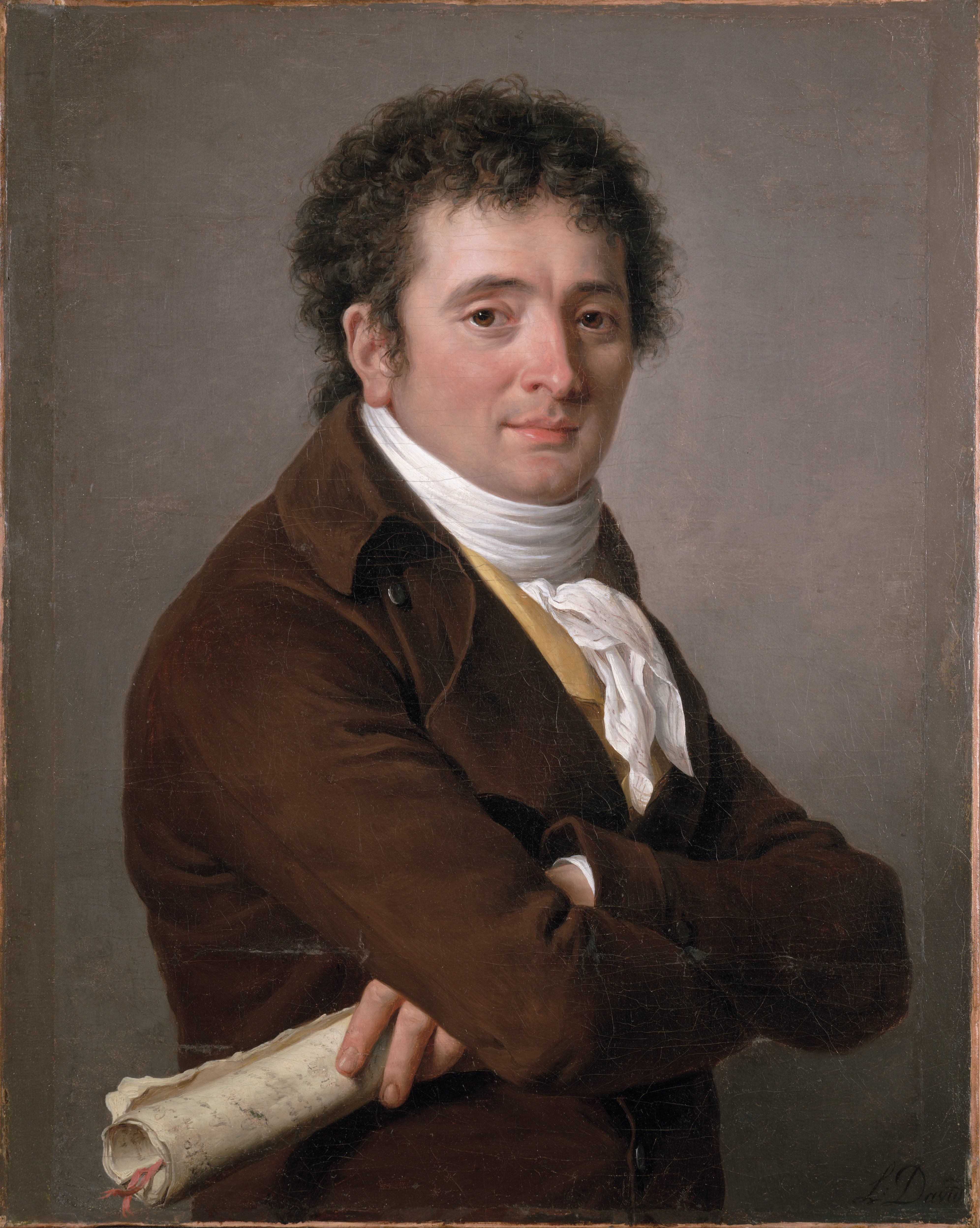
Cómico Tournelle, 1799